# Hyphaema

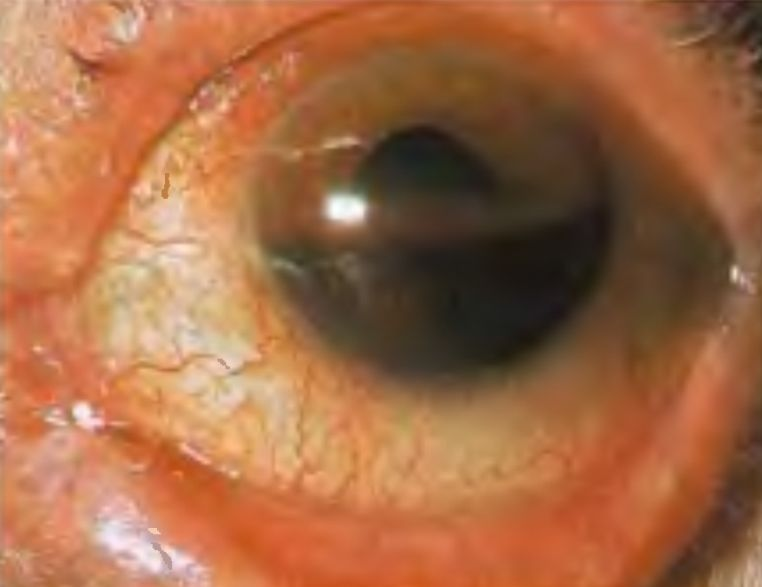
Hyphaema syns här som en ansamling av blod som tar upp nästan hälften av ögats främre del.

Hyphema är blod i ögats främre kammare (latin: camera anterior). Det kan visa sig som en röd skiftning eller liten ansamling blod i nedre delen av iris eller hornhinnan.